# Гай Семпроній Тудітан
Гай Семпро́ній Туді́тан (середина II століття до н. е.) — давньоримський політик, державний діяч Римської республіки, консул 129 року до н. е., історик-анналіст, 

## Життєпис
Походив з роду нобілів Семпроніїв, його гілки Тудітанів. Син Гая Семпронія Тудітана, децемвіра 146 року до н. е. 
У 146 році до н. е. брав участь у війні Луція Муммія Ахаїка у Греції. У 145 році до н. е. став квестором, а у 132 році до н. е. — претором Риму. У 129 році до н. е. Тудітана обрано консулом разом Манієм Аквілієм. Як провінцію Тудітану було призначено Італія. Консервативні сенатори надали за пропозицією Публія Корнелія Сципіона Еміліана передали Тудітану права комісії щодо розгляду суперечних земель, запровадженні Тиберієм Гракхом (IIIviri agris iudicandis adsignandis). Гай Тудітан під приводом війни вирушив до Іллірії, в результаті діяльність розгляду справ, якими раніше займалася комісія, виявилася фактично заблокованою. Аграрна комісія тепер могла розподіляти землі, що до того були передані до земельного фонду.
В Іллірії він воював з племенем япідів. Спочатку невдало, а потім завдяки Деміцу Юнію Бруту Калаіку завдав ворогам поразки й у 128 році до н. е. справив тріумф. Після цього про життя Тудітана нічого невідомо.

## Творчість
Відома лише одна праця Тудітана — «Книги посадових осіб», яка складалася з 13 книг. У ній розповідалося про події внутрішнього життя Римської республіки, Зокрема, про запровадження посад народних трибунів, книги Нуми, про діяльність Регула.